# Ndélé (Sud)
Ndélé ist eine Siedlung in der Südregion von Kamerun.

## Geographie

### Geographische Lage
Ndélé liegt nordöstlich von Mésok, nördlich von Némeyong und südöstlich von Ngomedjap auf einer Meereshöhe von 642 m.

### Klima
Das Klima in Ndélé ist tropisch wechselfeucht geprägt, das heißt der Winter ist deutlich trockener als der Sommer. Die Temperatur liegt im Jahresdurchschnitt bei etwa 24,0 °C. Jährlich fallen etwa 1648 mm Niederschlag.